# Extracts from the Film A Hard Day's Night
Extracts from the Film "A Hard Day's Night" (en Español -«Extractos de la película "A Hard Day's Night"») es el sexto EP por The Beatles, lanzado el 4 de noviembre de 1964, fue lanzado sólo en mono como todo EP por The Beatles. Parlophone lo catalogó como GEP 8920.
Todas las canciones de este EP aparecen en el lado A del álbum A Hard Day's Night y en su película también, el EP tiene una combinación con canciones que son baladas románticas como son "If I Fell" y "And I Love Her", y canciones más "rockeras" como "I Should Have Known Better" y "Tell Me Why". Este EP contiene canciones del lado A de A Hard Day's Night. 
Este EP tiene una continuación Extracts from the album "A Hard Day's Night". Este EP es conocido también con el nombre de A Hard Day's Night Vol. 1, y su continuación A Hard Day's Night Vol. 2. La portada de este EP es igual a la del álbum A Hard Day's Night, sólo que en la esquina superior derecha dice MONO indicando que se reproduce en monoaural, además de tener el título cambiado.
En 1981 Extracts from the Film "A Hard Day's Night" fue compilado en The Beatles EP Collection en formato de discos de vinilo, y más tarde en 1992 en The Beatles Compact Disc EP Collection en formato de varios discos compactos.

## Lista de canciones
Todas las canciones escritas y compuestas por Lennon—McCartney. 
| Cara 1 |                              |                     |          |  |
| N.º    | Título                       | Vocalista principal | Duración |  |
| 1.     | «I Should Have Known Better» | Lennon              | 2:45     |  |
| 2.     | «If I Fell»                  | Lennon y McCartney  | 2:22     |  |

| Cara 2 |                  |                     |          |  |
| N.º    | Título           | Vocalista principal | Duración |  |
| 1.     | «Tell Me Why»    | Lennon              | 2:10     |  |
| 2.     | «And I Love Her» | McCartney           | 2:31     |  |